# ネズミギス目
ネズミギス目（学名：Gonorynchiformes）は、硬骨魚類の分類群の一つ。3亜目3または4科7属で構成され、サバヒー・ネズミギスなど37種が記載される。本目はコイ目やナマズ目が所属する骨鰾上目の中で、最も原始的なグループとして位置付けられている。

## 分布・利用
ネズミギス目を構成する4科のうち、サバヒー科・ネズミギス科の6種は海水魚で、日本周辺を含む熱帯から温帯の海域に分布する。クネリア亜目の1または2科（31種）はアフリカ大陸の河川に分布する淡水魚である。
ほとんどの種類はあまり利用されないが、サバヒーはフィリピン・インドネシア・台湾などで養殖魚として古くから食用にされている。

## 形態
ネズミギス目はコイ目・ナマズ目・カラシン目などと同じ骨鰾上目に属し、共通の特徴として、浮き袋と内耳を連絡して音を感じるための器官を有する。ネズミギス類の同器官は第1-3椎骨が変形して生じたもので、他の骨鰾類に見られるウェーバー器官よりも原始的な構造を残している。このことはネズミギス目が、他の骨鰾類とサケ目（原棘鰭上目）およびニシン目（ニシン上目）とを繋ぐ、系統的に中間の位置にいることを示唆している。
ネズミギス目魚類は一般に口が小さく、顎の歯をもたない。空気呼吸に利用できる上鰓器官をもち、浮き袋の有無は科によってさまざま。背鰭は1つで体の中央から後方寄りに位置し、腹鰭は背鰭と対在する。頭頂骨は小さく、下尾骨は5-7枚の板状で、眼窩蝶形骨および後擬鎖骨を欠く。

## 分類
ネズミギス目にはNelson（2016）の体系においてサバヒー亜目・ネズミギス亜目・クネリア亜目の3亜目の下、3科7属37種が認められている。本目の分類は化石と現生種とを用いた分岐学的手法に基づいている。Apulichthys 属や Lecceichthys 属など、白亜紀に繁栄したとみられる多くの絶滅属が知られている。

### サバヒー亜目

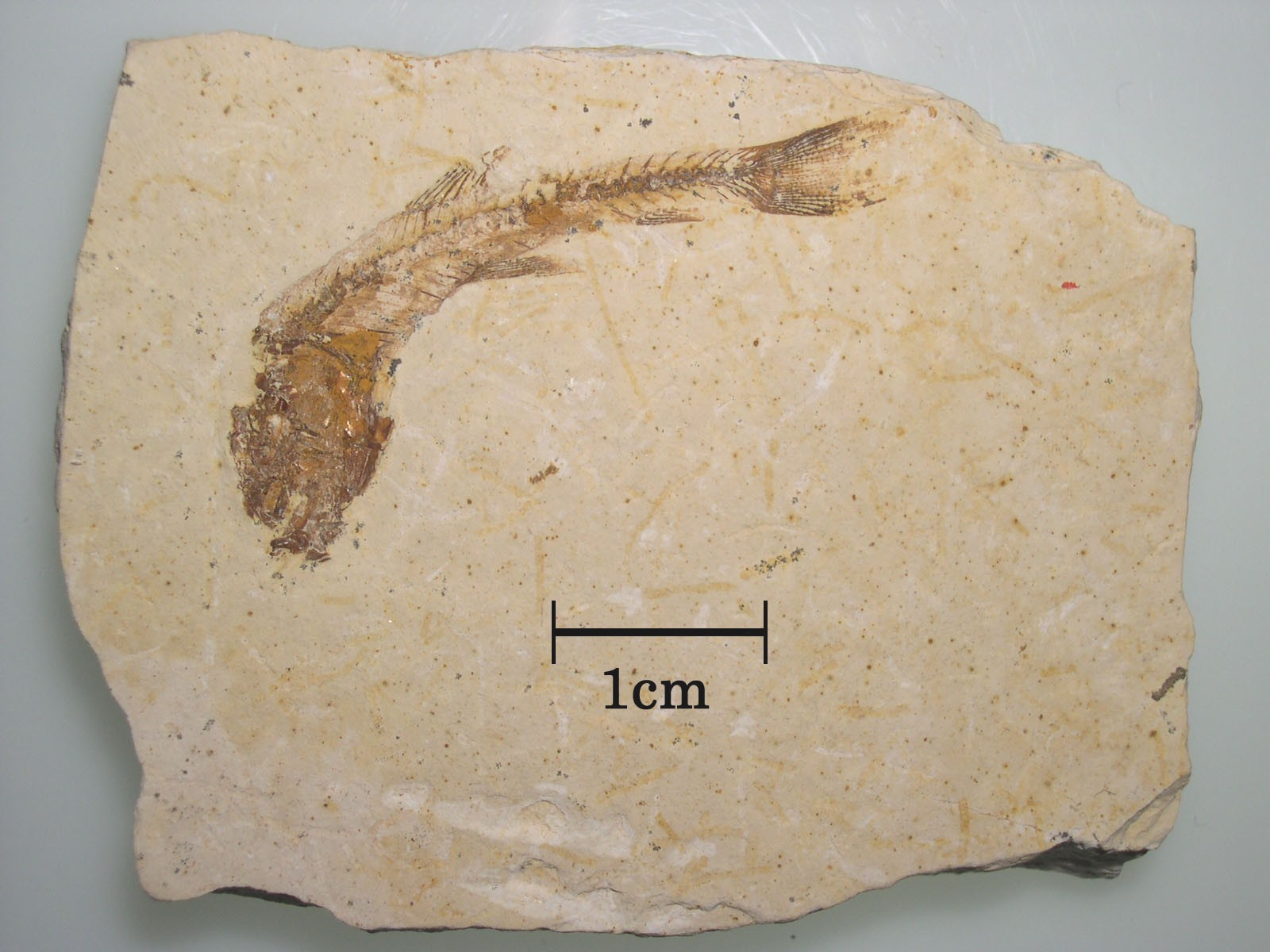
サバヒー科の絶滅種（Dastilbe sp.）。本属の化石はブラジルと赤道ギニアから出土している

サバヒー亜目 Chanoidei は1科1属1種。現生種としてはサバヒー1種のみが含まれる単型である。白亜紀前期の地層から、本亜目に属する数種類の絶滅種の化石が発見されている。

#### サバヒー科
サバヒー科 Chanidae は1属1種で、現生種としてはサバヒー Chanos chanos のみが所属する。牛乳のように白い肉の色から、「Milkfish」という英語名をもつ。体長1mを超える大型の魚類で成長も早いことから、東南アジアでは古くから盛んに養殖が行われ、重要な食用魚となっている。成魚になるまでに汽水域で過ごす時期がある。浮き袋をもつ。
- サバヒー属 Chanos

### ネズミギス亜目

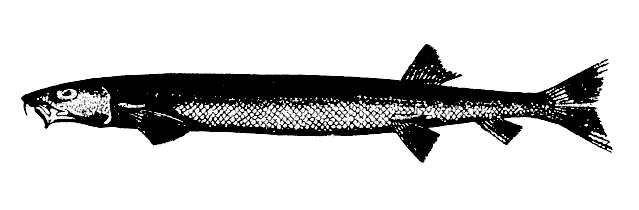
ネズミギス属の1種（Gonorynchus greyi）。オーストラリア・ニュージーランド近海に分布する

ネズミギス亜目 Gonorynchoidei は1科1属からなり、5種を含む。吻（口の先端）がとがっており、1本の短いヒゲをもつ。浮き袋を欠く。

#### ネズミギス科
ネズミギス科 Gonorynchidae は1属5種。インド太平洋の温暖な海に分布する。
- ネズミギス属 Gonorynchus

### クネリア亜目

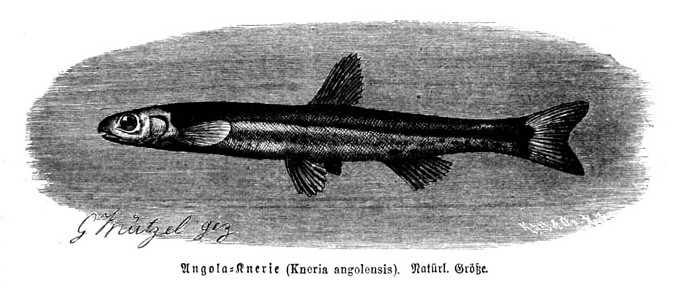
クネリア属の1種（Kneria angolensis）。アンゴラのクネネ川から知られる種類

クネリア亜目 Knerioidei は1科5属31種で構成される。アフリカ大陸の熱帯域に生息する小型の淡水魚で、日本には分布しない。浮き袋をもち、空気呼吸に利用する種類もある。

#### クネリア科
クネリア科 Kneriidae は4属30種を含む。口は下向きで、上顎が前に突き出る。Kneria、Parakneria の2属は鱗と側線をもつが、他の2属にはない。属の分類は研究者間で意見が分かれている。
- Cromeria 属
- Grasseichthys 属
- Kneria 属
- Parakneria 属

#### プラクトラエムス科
プラクトラエムス科 Phractolaemidae は1属1種で、Phractolaemus ansorgii のみが記載される。アフリカのニジェール・デルタおよびコンゴ川水系に分布する淡水魚である。浮き袋は多くの小室に分かれ、空気呼吸に適応している。Nelson(2016)ではクネリア科の亜科とされている。
- Phractolaemus 属